# Rhipicephalus complanatus
Rhipicephalus complanatus är en fästingart som beskrevs av Neumann 1911. Rhipicephalus complanatus ingår i släktet Rhipicephalus och familjen hårda fästingar.
Artens utbredningsområde är Italien. Inga underarter finns listade i Catalogue of Life.